# Ruokolahti
Ruokolahti est une municipalité du sud-est de la Finlande, à la frontière avec la Russie. La commune se trouve dans la province de Finlande méridionale et la région de Carélie du Sud.

## Histoire
Si la région est peuplée depuis au moins 5 000 ans, la paroisse n'est fondée qu'en 1572, et l'église actuelle date de 1854. Comme d'autres communes isolées de l'est du pays, elle voit passer de nombreux artistes de la fin du XIXe siècle. Albert Edelfelt y a notamment peint une de ses toiles les plus connues.
La commune souffre de sa position stratégique lors de la Guerre d'Hiver et de la Guerre de Continuation. Elle se voit amputée d'une petite partie de son territoire au profit de l'URSS, sans subir cependant le sort de ses voisines orientales qui sont purement et simplement annexées.
Depuis lors, Ruokolahti est une paisible commune forestière. Elle a fait la une de la presse nationale pendant tout l'été 1992, en raison de nombreux témoignages affirmant avoir vu un lion se promener dans ses forêts. L'animal, probablement échappé d'un cirque russe ne fut jamais retrouvé mais la commune y gagna au moins une nouvelle mascotte.

## Géographie
Les lacs y sont omniprésents, à commencer par le Saimaa à l'ouest. Ce paysage d'eau et de forêts a conduit plus de 3 000 familles finlandaises à y construire leur maison de vacances, et de ce fait Ruokolahti double largement sa population en été. La grande moraine de Salpausselkä traverse la municipalité.
Le sud de la commune est traversé par la nationale 6, le grand axe routier de l'Est de la Finlande. Outre les 4 km de frontière avec la Russie, les municipalités limitrophes sont Rautjärvi et Parikkala à l'est, Imatra au sud (la ville la plus proche, à 17 km du centre administratif), Joutseno et Taipalsaari à l'ouest (de l'autre côté du Saimaa), mais aussi côté Savonie du Sud Puumala au nord et Punkaharju au nord-est. Helsinki est à 276 km.

## Démographie
Depuis 1980, la démographie de Ruokolahti a évolué comme suit (selon le périmètre de la commune au 1er janvier 2013) :
| Année      | 1980  | 1985  | 1990  | 1995  | 2000  | 2005  |
| ---------- | ----- | ----- | ----- | ----- | ----- | ----- |
| population | 6 637 | 6 394 | 6 456 | 6 402 | 6 204 | 5 897 |

| Année      | 2010  | 2015  | 2020  |
| ---------- | ----- | ----- | ----- |
| population | 5 668 | 5 312 | 4 997 |

## Politique et administration

### Conseil municipal
Les sièges des 27 conseillers municipaux sont répartis comme suit:
| Parti     | Parti                              | Sièges 2021–2025 |
| --------- | ---------------------------------- | ---------------- |
|           | Parti social-démocrate de Finlande | 5                |
|           | Vrais Finlandais                   | 5                |
|           | Parti de la Coalition nationale    | 5                |
|           | Parti du centre                    | 11               |
|           | Ligue verte                        | 0                |
|           | Chrétiens-démocrates               | 1                |
| Sources : |                                    |                  |

## Économie

### Principales entreprises
En 2021, les principales entreprises de Ruokolahti par chiffre d'affaires sont :
| Société                     | C.A.     |
| --------------------------- | -------- |
| ITA Nordic Oy               | 10 M€    |
| Itula Oy                    | 6 M€     |
| Ruokopuu Forest Oy          | 3 M€     |
| Metsäkone Sjöholm Martti Oy | 2 M€     |
| Kaitsun Puu ja Sora Oy      | 1 M€     |
| Autoyhtymä Lahtinen Oy      | 1 M€     |
| Imatex Finland Oy           | 1 M€     |
| Neste Ruokolahti            | 1 M€     |
| Selkos Oy Finland           | 0,891 M€ |
| Metsäsepät Rautio Oy        | 0,686 M€ |

### Employeurs
En 2021, les plus importants employeurs privés de Ruokolahti sont:
| Employeur                     | Employés |
| ----------------------------- | -------- |
| ITA Nordic Oy                 | 57       |
| Itula Oy                      | 28       |
| Metsäkone Sjöholm Martti Oy   | 20       |
| Imatex Finland Oy             | 15       |
| Kuljetus Tii-Sik Oy           | 12       |
| Kaitsun Puu ja Sora Oy        | 12       |
| Rakennus Orava Oy             | 8        |
| Woodpel Oy Ltd                | 8        |
| Metsäsepät Rautio Oy          | 7        |
| Kuljetusliike Osmo Kosonen Oy | 6        |

## Lieux et monuments
- Église de Ruokolahti
- Kummakivi
- Ligne Salpa
- Canal de Käyhkää (fi)
- Canal de Kukonharju (fi)
- Canal de Kutvele (fi)

## Galerie

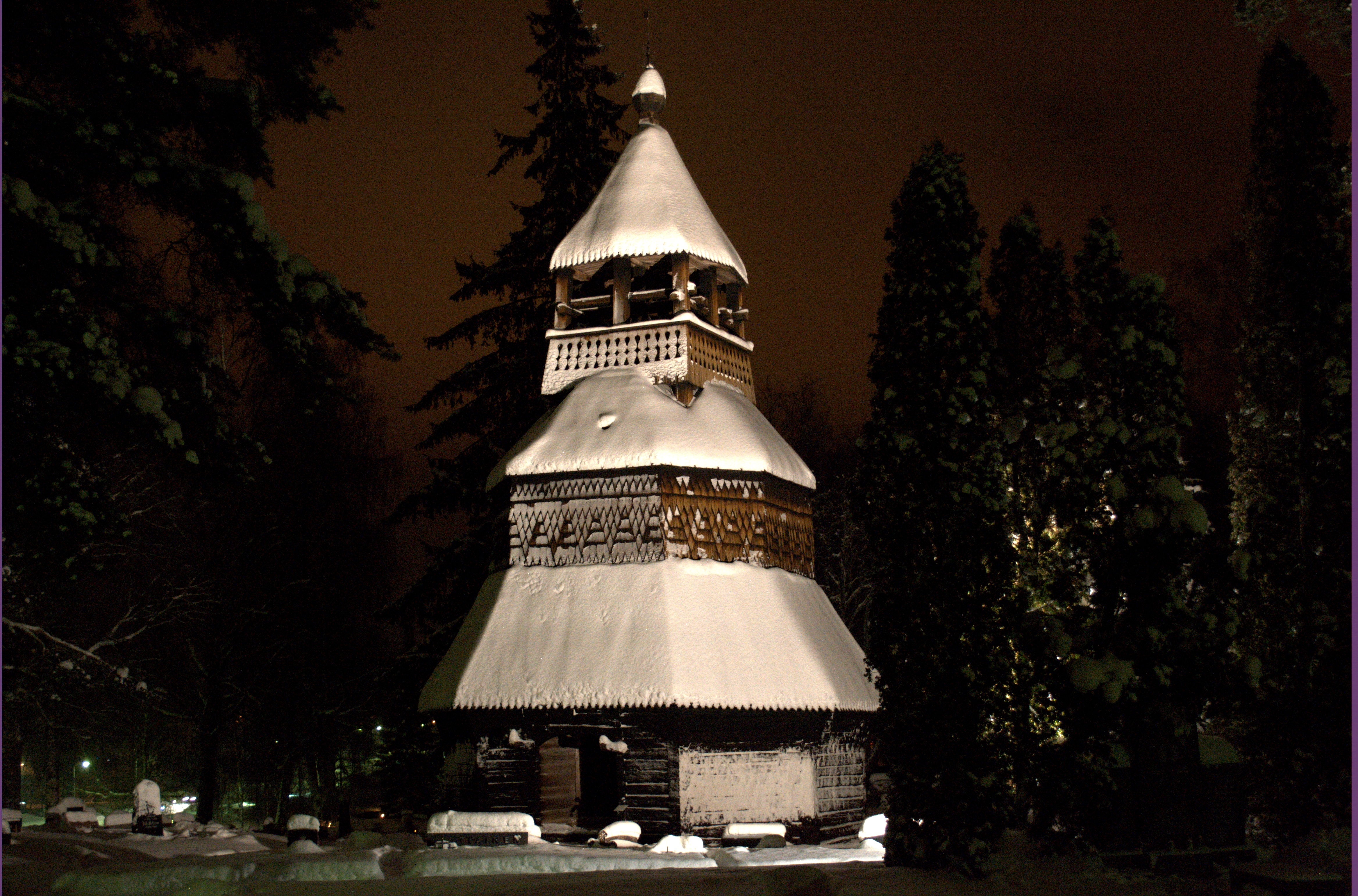
Clocher de l'église de Ruokolahti
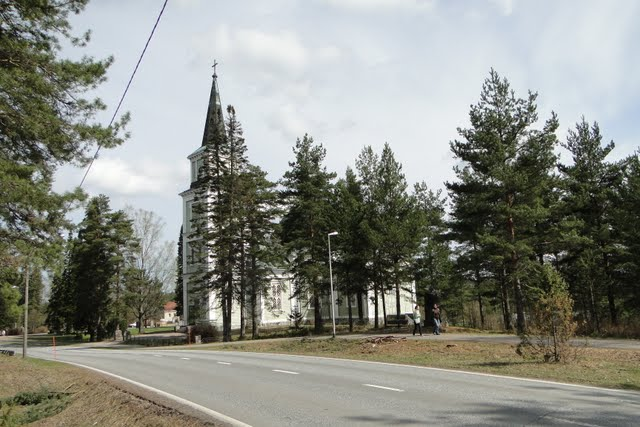
Église de Ruokolahti
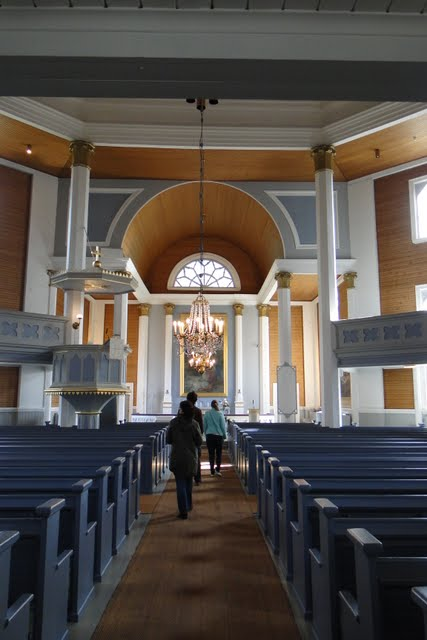
Vue intérieure de l'église
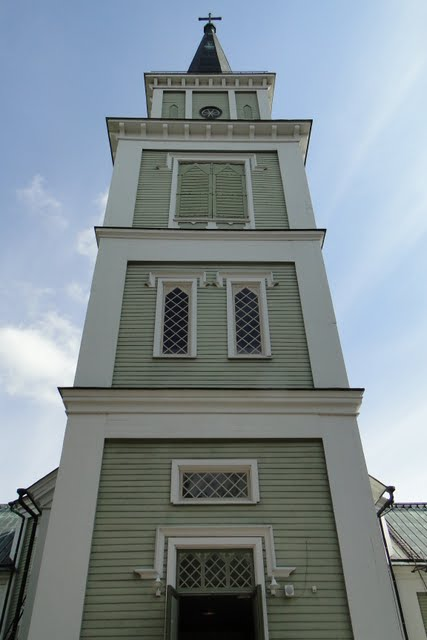
Clocher de l'église
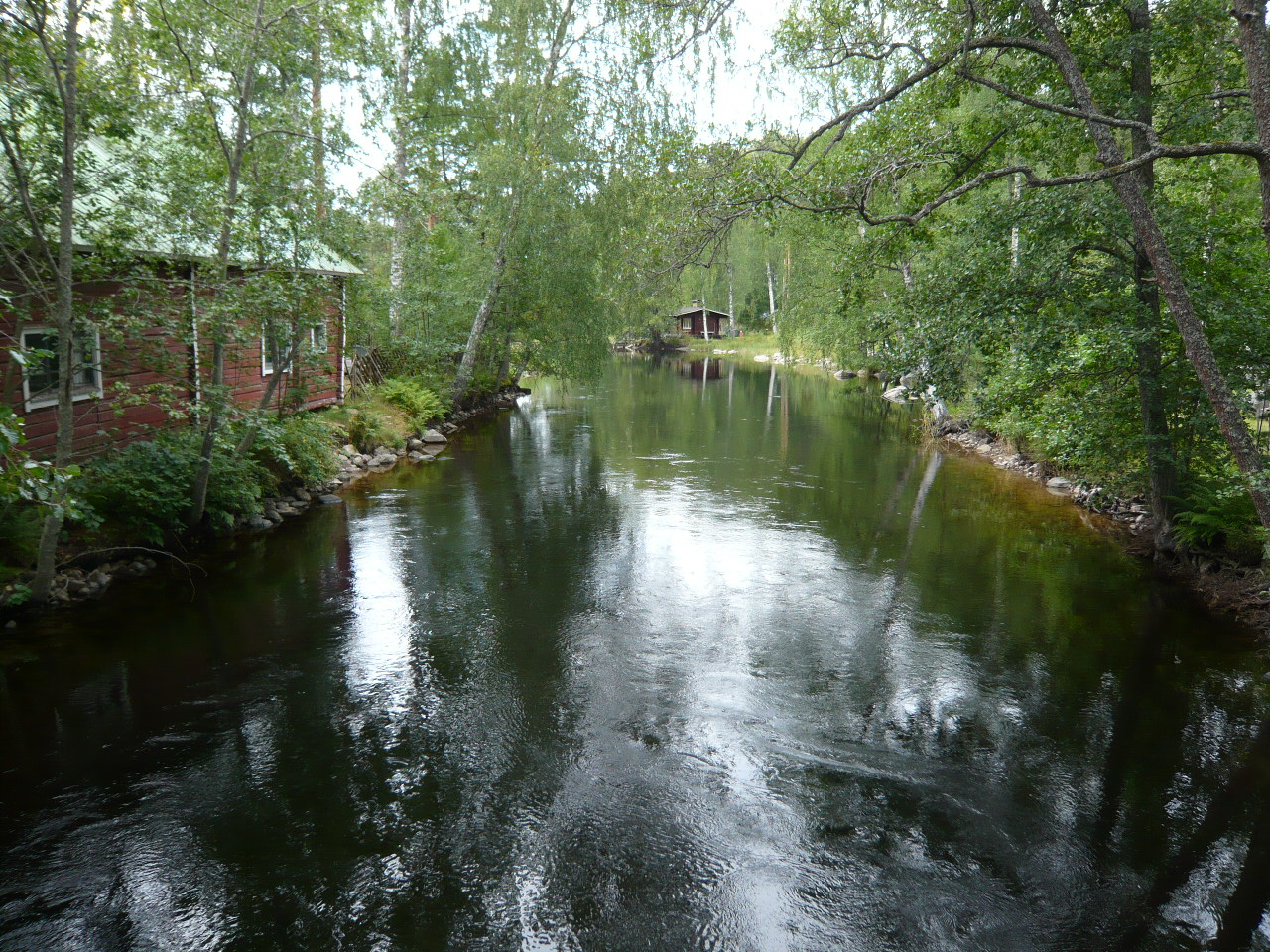
Canal de Käyhkää.